# Alytes cisternasii
El sapo partero ibérico (Alytes cisternasii) es una especie de anfibio anuro endémico de la península ibérica.

## Características

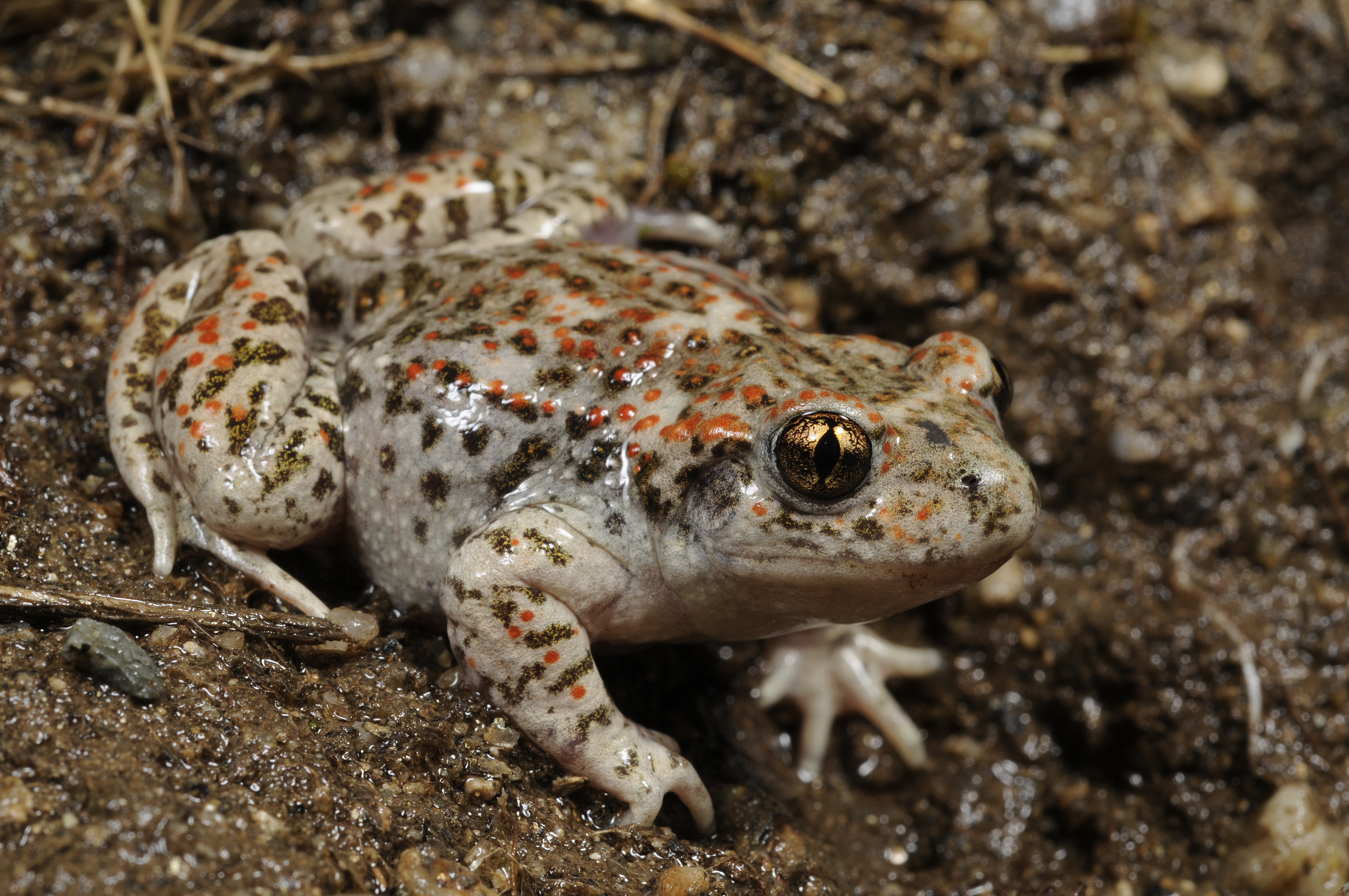
Alytes cisternasii

Se trata de un sapo de tamaño pequeño, menor de 5 cm. Aspecto muy rechoncho, cabeza grande y hocico redondeado, ojos prominentes, pupila vertical e iris dorado con vetas negras. Tímpano visible y más pequeño que el ojo. Pliegue gular patente. Glándulas parotídeas poco aparentes. Piel granulosa con verrugas pequeñas, frecuentemente agrupadas en los costados en dos hileras dorsolaterales. Miembros cortos y fuertes, los anteriores con dos tubérculos metacarpianos, y los posteriores con membrana interdigital muy reducida y con un tubérculo metatarsiano pequeño. Los dos tubérculos metatarsianos han sido a menudo utilizados como carácter discriminante con respecto a Alytes obstetricans (que tiene tres generalmente) pero hay excepciones en esta última especie. Coloración dorsal parda con pequeñas manchas más oscuras y poco marcadas, a menudo coronadas por vistosos puntos naranja. Zona ventral clara.

## Estatus de conservación
Está catalogada como casi amenazada (NT) en España por su vulnerabilidad a las actuaciones sobre los puntos y cursos de agua de su hábitat.

## Distribución
Es una especie endémica ibérica distribuida por el centro y sudoeste de la península ibérica.

## Hábitat
Presente preferentemente en bosques mediterráneos de encinas (Quercus ilex) y alcornoques (Quercus suber), en cuyos cursos de agua temporales se reproduce generalmente.

## Ecología trófica
Depredador generalista de invertebrados terrestres, pudiendo incluir un importante componente de hormigas en su dieta. 

## Biología de la reproducción
La reproducción ocurre en una parte importante de su distribución en otoño aunque puede ser muy variable según las condiciones climatológicas. Tiene vocalizaciones simples, apareamiento en tierra con un complejo comportamiento, y cuidados paternales de los huevos que son portados en tierra durante un mes atados a las patas posteriores de los machos. Cuando los renacuajos están desarrollados dentro de los huevos los machos se dirigen al agua a soltar la puesta y se produce la eclosión de los renacuajos.

## Interacciones entre especies
Se desconocen depredadores sobre los adultos.

## Patrón social y comportamiento
De hábitos crepusculares y nocturnos, tiene una actividad otoñal en una parte importante de su distribución central y oriental, siendo más variable en las zonas costeras y al norte. Los adultos están activos en superficie en un rango restringido de temperatura y humedad.